# Contraception
Contraception ist eine wissenschaftliche Fachzeitschrift, die vom Elsevier-Verlag veröffentlicht wird. Die Zeitschrift ist das offizielle Publikationsorgan der Association of Reproductive Health Professionals und der Society of Family Planing. Sie erscheint mit zwölf Ausgaben im Jahr. Es werden Arbeiten veröffentlicht, die sich mit gesundheitlichen Fragen der Reproduktion beschäftigen. Ein besonderer Schwerpunkt der Zeitschrift sind die Themen Empfängnisverhütung und Schwangerschaftsabbruch.
Der Impact Factor lag im Jahr 2014 bei 2,335. Nach der Statistik des ISI Web of Knowledge wird das Journal mit diesem Impact Factor in der Kategorie Gynäkologie und Geburtshilfe an 23. Stelle von 79 Zeitschriften geführt.
Die Chefredakteurin ist Carolyn L. Westhoff, Columbia University, New York, Vereinigte Staaten von Amerika.